# Kostel svaté Cecílie (Dobré Pole)
Kostel svaté Cecílie je římskokatolický chrám v obci Dobré Pole v okrese Břeclav. Je chráněn jako kulturní památka České republiky.
Jde o filiální kostel farnosti Březí u Mikulova. Dříve byl farním kostelem farnosti Dobré Pole, která byla zrušena v roce 2024.

## Historie a popis
Předpokládá se, že zde původně stála drobná kaple. Nynější kostel je v jádru pozdně gotickou a renesanční stavbou s pozdějšími úpravami (přístavba barokní věže a sakristie), představuje výraznou dominantu obce. Součástí areálu kostela je i kamenný kříž umístěný po levé straně vstupu do kostela.
V roce 2018 proběhla kompletní oprava věže kostela. Bylo provedeno statické zajištění věže kostela, obnovena byla její fasáda spolu s nátěrem žaluzií, oken a vstupních dveří.